# ダウンロードオンリーメンバー
ダウンロードオンリーメンバー（和製英語：Download Only Member,DOM）とは、パソコン通信、ウェブサイト、ファイル交換ソフトなどの特定のネットワークにおいて、ファイル、メッセージなどのダウンロードばかりして、自分はファイル等を提供したり話題（お礼や感想等）に参加したりせず何らの貢献もしない人のこと。
略してDOM（どむ）といい、他のメンバーから嫌われたり、運営者により禁止されたりすることが多い。
元々は、Read Only Memoryをもじった「Read Only Member」（リードオンリーメンバー）からさらに派生したパソコン通信のスラングである。